# Rybníky (Příbrami járás)
Rybníky település Csehországban, a Příbrami járásban. Rybníky Stará Huť, Svaté Pole, Nový Knín, Daleké Dušníky és Drhovy településekkel határos. Lakosainak száma 485 fő (2024. január 1.).

## Népesség
A település lakosságának változását az alábbi diagram mutatja:
| Lakosok száma | 438  | 462  | 423  | 250  | 259  | 270  | 413  | 435  | 471  | 485  |
|               | 1869 | 1890 | 1921 | 1950 | 1980 | 2001 | 2017 | 2019 | 2022 | 2024 |